# Eparchie roveňkovská
Eparchie Roveňky je eparchie ruské pravoslavné církve nacházející se na Ukrajině.

## Území a titul biskupa
Zahrnuje správní hranice území Antracytovského, Sorokynského, Lutuhynského a Dovžanského rajónu a přilehlých měst na jihu Luhanské oblasti.
Eparchiálnímu biskupovi náleží titul biskup roveňkovský a sverdlovský.

## Historie
Dne 24. listopadu 2009 byl rozhodnutím Svatým synodem Ukrajinské pravoslavné církve zřízen roveňkovský vikariát luhanské eparchie.
Dne 5. ledna 2013 byla rozhodnutím Svatého synodu UPC z části území luhanské eparchie zřízena samostatná roveňkovská eparchie.
Konflikt na jihovýchodě Ukrajiny který započal roku 2014 zasáhl také roveňkovskou eparchii.
Dne 13. října 2022 byla rozhodnutím Svatého synodu Ruské pravoslavné církve přijata roveňkovská eparchie pod přímou jurisdikci moskevského patriarchy a Ruské pravoslavné církve.

## Seznam biskupů

### Roveňkovský vikariát luhanské eparchie
- 2009–2010 Volodymyr (Oračov)
- 2012–2013 Nykodym (Baranovskyj)

### Roveňkovská eparchie
- 2013–2021 Pantelejmon (Povoroznjuk)
- od 2021 Arkadij (Taranov)